# クンユアム第二次世界大戦戦争博物館
クンユアム第二次世界大戦戦争博物館（タイ語: อนุสรณ์สถานมิตรภาพไทย-ญี่ปุ่น ขุนยวม、英語:Khun Yuam WW2 Japanese War Museum）は、タイ王国メーホンソーン県にある戦争博物館。日・タイ平和財団が運営。「クンユアム旧日本軍博物館」、「クンユアム戦争記念博物館」、「クンユアム戦争博物館」とも呼ばれる。タイ名の直訳では、「クンユアム タイ・日本友好記念ホール博物館」となる。1996年

## 概要
クンユアム第二次世界大戦戦争博物館は、第二次世界大戦中、1942年頃から英領ビルマへの進攻に備えてビルマ国境に近いタイ北部で道路建設に携わった日本軍兵士の携帯品などを展示し、日本軍側から見た戦争資料の展示を行っている。1996年11月9日設立。クンユアム郡では南方軍指揮下第21師団工兵隊が駐留したと見られており、クンユアム郡警察署長チューチャイ・チョムタワットがクンユアム郡の各家庭で保管されていた日本軍関連資料1,000点以上を収集し、展示品として寄贈している。

## 所在地
メーホンソーン県 クンユアム郡 タムボン・クンユワム ムー1 400 ワット・ムワイトー向かい
(ตรงข้ามวัดม่วยต่อ 400 หมู่1 ต.ขุนยวม อ.ขุนยวม จ.แม่ฮ่องสอน 58140） 

## 開館
- 開館時間：毎日08:00‐12:00、13:00-17:00（不定休）